# ARL4A
ARL4A‏ (ADP ribosylation factor like GTPase 4A) هوَ بروتين يُشَفر بواسطة جين ARL4A في الإنسان.